# Bathypsammis polaris
Bathypsammis polaris is een eenoogkreeftjessoort uit de familie van de Pseudotachidiidae. De wetenschappelijke naam van de soort is voor het eerst geldig gepubliceerd in 2007 door Willen & Schulz.